# Portland Trail Blazers 1986-1987
La stagione 1986-87 dei Portland Trail Blazers fu la 17ª nella NBA per la franchigia.
I Portland Trail Blazers arrivarono secondi nella Pacific Division della Western Conference con un record di 49-33. Nei play-off persero al primo turno con gli Houston Rockets (3-1).

## Roster
| N° | Naz.                   | Ruolo | Sportivo        | Anno | Alt. | Peso |
| -- | ---------------------- | ----- | --------------- | ---- | ---- | ---- |
| 00 | Stati Uniti (bandiera) | C     | Kevin Duckworth | 1964 | 213  | 125  |
| 2  | Stati Uniti (bandiera) | G     | Perry Young     | 1963 | 196  | 95   |
| 4  | Stati Uniti (bandiera) | GA    | Jim Paxson      | 1957 | 198  | 91   |
| 6  | Stati Uniti (bandiera) | G     | Michael Holton  | 1961 | 193  | 84   |
| 10 | Spagna (bandiera)      | C     | Fernando Martín | 1962 | 206  | 100  |
| 11 | Stati Uniti (bandiera) | G     | Ron Rowan       | 1962 | 196  | 91   |
| 21 | Stati Uniti (bandiera) | A     | Walter Berry    | 1964 | 203  | 98   |
| 22 | Stati Uniti (bandiera) | GA    | Clyde Drexler   | 1962 | 201  | 95   |
| 25 | Stati Uniti (bandiera) | A     | Jerome Kersey   | 1962 | 201  | 98   |
| 27 | Stati Uniti (bandiera) | AC    | Caldwell Jones  | 1950 | 211  | 98   |
| 30 | Stati Uniti (bandiera) | G     | Terry Porter    | 1963 | 191  | 88   |
| 31 | Stati Uniti (bandiera) | A     | Sam Bowie       | 1961 | 216  | 107  |
| 33 | Stati Uniti (bandiera) | AC    | Steve Johnson   | 1957 | 208  | 107  |
| 34 | Stati Uniti (bandiera) | A     | Kenny Carr      | 1955 | 201  | 100  |
| 50 | Stati Uniti (bandiera) | A     | Joe Binion      | 1961 | 203  | 107  |
| 50 | Stati Uniti (bandiera) | C     | Chris Engler    | 1959 | 211  | 111  |
| 55 | Stati Uniti (bandiera) | A     | Kiki Vandeweghe | 1958 | 203  | 100  |

## Staff tecnico
- Allenatore: Mike Schuler
- Vice-allenatori: Rick Adelman, Jack Schalow